# Saprosma henryi
Saprosma henryi är en måreväxtart som beskrevs av John Hutchinson. Saprosma henryi ingår i släktet Saprosma och familjen måreväxter. Inga underarter finns listade i Catalogue of Life.